# Anderson Carvalho
Anderson de Carvalho Santos (Cubatão, 20 maggio 1990) è un calciatore brasiliano, centrocampista della Portuguesa Santista.

## Caratteristiche tecniche
Gioca come mediano.

## Palmarès

### Club

#### Competizioni statali
- Campionato paulista: 3

Santos: 2010, 2011, 2012

#### Competizioni nazionali
- Coppa del Brasile: 1

Santos: 2010
- Coppa di Russia: 1

Tosno: 2017-2018

#### Competizioni internazionali
- Coppa Libertadores: 1

Santos: 2011
- Recopa Sudamericana: 1

Santos: 2012